# Viñas del Sol
Viñas del Sol är en ort i Mexiko.   Den ligger i kommunen Mexicali och delstaten Baja California, i den nordvästra delen av landet, 2 200 km nordväst om huvudstaden Mexico City. Antalet invånare är 2 509.
Terrängen runt Viñas del Sol är mycket platt. En vik av havet är nära Viñas del Sol norrut. Runt Viñas del Sol är det ganska tätbefolkat, med 58 invånare per kvadratkilometer. Närmaste större samhälle är Mexicali, 8,6 km öster om Viñas del Sol. Omgivningarna runt Viñas del Sol är i huvudsak ett öppet busklandskap.